# Supercoppa portoghese 2024 (pallavolo maschile)
La Supercoppa portoghese 2024, 28ª edizione della Supercoppa nazionale maschile di pallavolo, si è svolta il 29 settembre 2024: al torneo hanno partecipato due squadre di club portoghesi e la vittoria finale è andata per la quarta volta allo Sporting Lisbona.

## Formula
La formula ha previsto una gara unica.

## Squadre partecipanti
| Squadra          | Qualificazione                         |
| ---------------- | -------------------------------------- |
| Benfica          | Vincitrice Primeira Divisão 2023-24    |
| Sporting Lisbona | Vincitrice Coppa di Portogallo 2023-24 |

## Torneo
| 29 settembre 2024 Pavilhão Santo Tirso, Santo Tirso Durata: 2:09 - Spettatori: 1 014 | Benfica | 1 - 3 | Sporting Lisbona | 23-25, 25-19, 22-25, 19-25 |